# Adolph Wernher

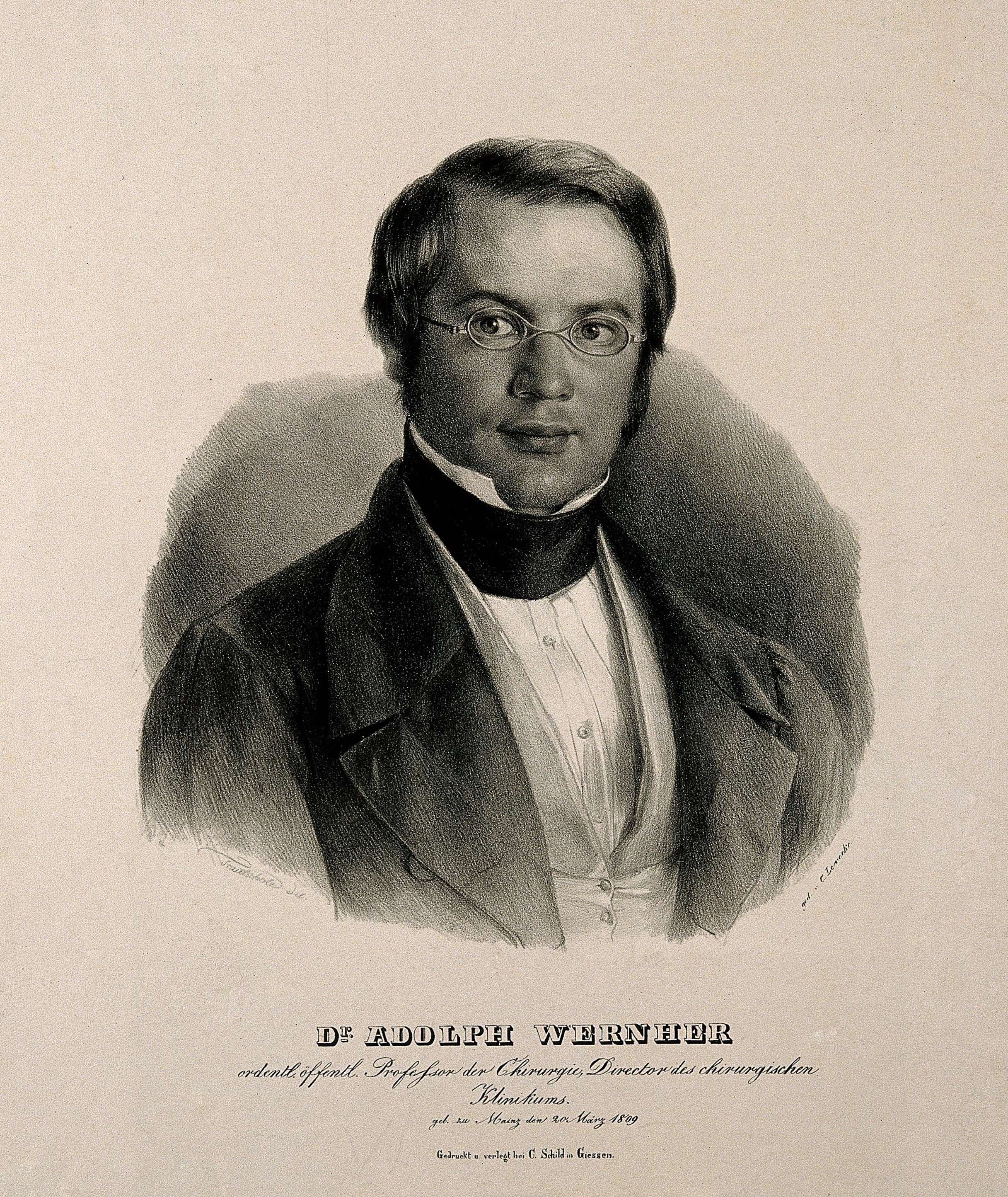
Adolph Wernher

Carl Gustav Adolph Wernher (* 20. März 1809 in Mainz; † 14. Juli 1883 ebenda) war ein deutscher Chirurg, Pathologe und Hochschullehrer in Gießen.

## Leben

### Herkunft
Adolph Wernher wurde als Sohn des Geheimen Staatsrats und Gerichtspräsidenten Johann Wilhelm Wernher und dessen Ehefrau Julie Friederike Charlotte, geborene Bruch, geboren. Im Jahr 1835 heiratete er in erster Ehe in Offenbach Caroline Fleischmann, die schon im Folgejahr bei der Geburt ihres ersten Sohnes Carl Wernher starb. In zweiter Ehe heiratete er am 17. Juli 1837 in Gießen Marie Katharine Magdalene Barbara Josephine Christiane, geb. Freiin von Riefel. Aus dieser Ehe stammt die Tochter Julie Valentine Henriette Franziska Wernher.

### Werdegang
Nach dem Besuch des Gymnasiums in Mainz und ab 1817 in Darmstadt studierte Wernher ab 1825 Medizin an den Universitäten der Städte Gießen, Heidelberg, Berlin und Halle. Zurück in Gießen absolvierte er die ärztlichen Prüfungen und wurde am 4. August 1832 zum Dr. med. promoviert. Danach war er für kurze Zeit als Cholera-Arzt in Nieder-Olm tätig.
Von Hause aus gut situiert, leistete er sich danach eine Ausbildungsreise, um in Paris und London die berühmtesten Chirurgen und Kliniken seiner Zeit aufzusuchen. 1834 ließ sich Wernher als praktischer Arzt in Offenbach nieder. Dort bekleidete er auch die Stelle des Physikatswundarztes.
Im Jahr 1835 wurde er zum außerordentlichen Professor und Assistenten des Professors Ferdinand von Ritgen an der chirurgischen Klinik in Gießen ernannt und begann dort seine akademische Laufbahn. Bereits zwei Jahre später wurde er ordentlicher Professor und Direktor der Chirurgischen Klinik ernannt.  Zusätzlich wurde ihm 1845 der Lehrstuhl für pathologische Anatomie und 1851 die Leitung des akademischen Hospitals übertragen. 1849 und 1874 war er Rektor der Universität.
Wernher war ein herausragender Mediziner mit großen Kenntnissen. Seine praktische Tätigkeit konzentrierte er stärker auf die Pathologie als auf die Chirurgie. Eine Spezialisierung, die sicherlich auch einem schweren Augenleiden zuzuschreiben war, das er sich 1858 durch eine Infektion zugezogen hatte und das ihn bei Operationen erheblich einschränkte. Seine zahlreichen Veröffentlichungen zu verschiedensten Themen zeugen jedoch von einem erheblich umfassenderen Tätigkeitsspektrum. Sein Hauptwerk ist das vierbändige Handbuch der allgemeinen und speciellen Chirurgie, dessen erste Auflage zwischen 1846 und 1857 erschien. Als Dozent konnte er seine Studenten durch seine Kenntnisse und präzise Diagnosen fesseln. Durch seinen lebendigen Vortrag gelang es ihm, sie auch für die Theorie zu begeistern.
Wernher emeritierte am 1. Mai 1878. Im Ruhestand zog er in seine Geburtsstadt Mainz, wo er weiter wissenschaftlichen Studien nachging.

## Orden und Auszeichnungen
- 1849: Ehrendoktorwürde der Philosophischen Fakultät der Universität Gießen[3]
- 25. August 1857: Ritter I. Klasse des Großherzoglich Hessischen Verdienstordens Philipps des Großmütigen[9][10]
- 1864: Charakter als Geheimer Medizinalrat[11]
- 22. Juni 1871: Großherzoglich Hessisches Militär-Sanitätskreuz[12]
- 1872: Königlich Preußischer Kronenorden III. Klasse[13]

## Veröffentlichungen (Auswahl)
- Über malum coxae senile, Coxarthrocace u. Coxalgie. In: Schmidt´s Jahrbücher der in- und ausländischen gesammten Medicin. Bd. 12. Verlag Otto Wigand, Leipzig 1836, S. 99–113.
- Specielle Chirurgie. Vorlesungsnachschrift Sommersemester 1838. Gießen 1838.
- Die angeborenen Kysten-Hygrome und die ihnen verwandten Geschwülste, in anatomischer, diagnostischer und therapeutischer Beziehung. Denkschrift zur Feier des 50-jährigen Doctor-Jubiläums des Dr. Wilhelm Nebel. Universitäts-Buchdruckerei von Georg Friedrich Heyer, Vater, Giessen 1843.
- Handbuch der allgemeinen und speciellen Chirurgie. Bd. 1. Verlag J. Rickersche Buchhandlung, Gießen 1846.
- Handbuch der allgemeinen und speciellen Chirurgie. Bd. 2. Verlag J. Rickersche Buchhandlung, Gießen 1851.
- Handbuch der allgemeinen und speciellen Chirurgie. Bd. 3, Abt. 1. Verlag J. Rickersche Buchhandlung, Gießen 1855.
- Handbuch der allgemeinen und speciellen Chirurgie. Bd. 3, Abt. 2. Verlag J. Rickersche Buchhandlung, Gießen 1857.
- Beiträge zur Kenntniß der Krankheiten des Hüftgelenkes, Malum coxae senile, Coxalgie und Fractura intracapsularis colli femoris. Verlag J. Ricker´sche Buchhandlung, Gießen 1847.

- Das akademische Hospital der Universität Gießen in dem Jahre 1848. Gießen 1849.
- Catalog der pathologisch-anatomischen Sammlung zu Gießen. Verlag Brühl, Gießen 1851.
- Catalog der pathologisch-anatomischen Sammlung zu Gießen. 1. Nachtrag die von August bis Dezember 1853 erworbenen Präparate enthaltend. Verlag Brühl, Gießen 1854.
- Einige Beobachtungen über schmerzhafte Atrophien der Mamma, Cirrhosis mammae und atrophierende Sarkome derselben. In: Zeitschrift für rationelle Medicin Bd. 5. Akademische Verlagshandlung C. F. Winter, Heidelberg, 1854, S. 29–55.
- Ein Fall von Krebs der Lungenarterie. In: Zeitschrift für rationelle Medicin Bd. 5. Heidelberg, Akademische Verlagshandlung C. F. Winter, Heidelberg, 1854, S. 109–126.
- Handbuch der allgemeinen und speciellen Chirurgie. 2. umgearbeitete Auflage. Bd. 1., Verlag J. Rickersche Buchhandlung, Gießen 1862.
- Zur Statistik der Hernien. Aetiologischer Teil. Verlag Sittenfeld, Berlin 1869.
- Theorie und Mechanik des Bruchbandes und Beschreibung eines neuen Bruchbandes. In: Deutsche Klinik. Zeitung für Beobachtung aus deutschen Kliniken und Krankenhäusern. Vom 5. August 1871 Bd. 23, Nr. 31. Verlag Georg Reimer, Berlin 1871. S. 273–277, 285–289.
- Über nervöse Coxalgie. In: Deutsche Zeitschrift für Chirurgie. Bd. 1, Nr. 1 (März 1872). Verlag F. C. W. Vogel, Leipzig 1872. S. 1–57.
- Verletzung des Lobus frontalis der linken Großhirnhälfte, ein Beitrag zur Pathologie der Gehirnverletzungen und zur Localisation der Gehirnfunctionen. In: Archiv für pathologische Anatomie und Physiologie und für klinische Medizin. Bd. 56, Nr. 3 (November 1872). Verlag Georg Reimer, Berlin 1872. S. 289–305.
- Pneumatocele cranii, supramastoida, chronische Luftgeschwulst von enormer Größe durch spontane Dehiscenz der Zellen des Processus mastoideus entstanden. In: Deutsche Zeitschrift für Chirurgie. Bd. 3, Nr. 5 (Dezember 1873). Verlag F. C. W. Vogel, Leipzig 1873, S. 381–401.
- Armen- und Krankenpflege der geistlichen Ritterorden in früherer Zeit. C. G. Lüderitzsche Verlagsbuchhandlung, Berlin 1874.
- Über den Einfluß, den das Christentum auf die früheste Errichtung öffentlicher Wohltätigkeitsanstalten zur Armen- und Krankenpflege ausgeübt hat. Verlag Brühl, Gießen 1875.
- Chronische vollständige Dysphagie, veranlasst durch Verdickung des Ringknorpels des Larynx. In: Centralblatt für Chirurgie vom 24. Juli 1875. Jg. 2, Nr. 30. Verlag Breitkopf und Härtel, Leipzig 1875. S. 465–469.
- Beiträge zur Kenntnis der Elephantiases arabum, besonders in therapeutischer und pathologischer Beziehung. In: Deutsche Zeitschrift für Chirurgie. Bd. 5, Nr. 4 (Juni 1875). Verlag F. C. W. Vogel, Leipzig 1875. S. 394–463.
- Über Papillome und Epitheliome der Fußsohle. In: Deutsche Zeitschrift für Chirurgie. Bd. 6, Nr. 6 (April 1876). Verlag F. C. W. Vogel, Leipzig 1876, S. 519–526.
- Die Promotionen der deutschen medicinischen Fakultäten in Beziehung zu der Bekanntmachung, betreffend die Prüfung der Ärzte. Verlag Brühl, Gießen 1876.
- Cysten über der großen Fontanelle aus abgeschnürten Meningo-Encephalocelen entstanden. In: Deutsche Zeitschrift für Chirurgie. Bd. 8, Nr. 6 (September 1877). Verlag F. C. W. Vogel, 1877, S. 507–519.
- Verletzung des Lobus frontalis der rechten Gehirnhälfte. Ein Beitrag zur Pathologie der Gehirnverletzungen und zur Localisation der Gehirnfunctionen. In: Deutsche Zeitschrift für Chirurgie. Bd. 10, Nr. 5 (November 1878). Verlag F. C. W. Vogel, 1878. S. 453–461.
- Die Bestattung der Toten in Bezug auf Hygiene, geschichtliche Entwicklung und gesetzliche Bestimmungen. Verlag J. Rickersche Buchhandlung, Gießen 1880.
- Das erste Auftreten und die Verbreitung der Blattern in Europa bis zur Einführung der Vaccination. Das Blatternelend des vorigen Jahrhunderts. Der medicinischen Facultät zu Gießen bei der Erneuerung des Doctordiploms vorgelegt. Verlag J. Ricker´sche Buchhandlung, Giessen 1882.
- Zur Impffrage. Resultate der Vaccination und Revaccination vom Beginn der Impfung bis heute. Nach den Quellen bearbeitet. Verlag Victor von Zabern, Mainz 1883.
- Der Typhus in Mainz (und Torgau) 1813 und 1814. 1883.